# Cosby Show
"Cosby Show" je američka humoristična TV serija koja prikazuje humorističnu stranu obiteljskog života u familiji Huxtable. Prvi put se emitirala na američkoj postaji NBC. Show se fokusirao na obitelj Huxtable, dobrostojeću afričko-američku obitelj s prebivalištem u Brooklynu, New York. Prema američkom TV časopisu "Tv Guide", serija je bila "najveći TV hit u 1980-ima koji je uzdignuo žanr sitcoma i NBC-jevu gledanost". Serija se prvotno trebala prikazivati na ABC-ju, koji je odbio pilot. Ujedno je i jedna od dvije američke serije (zajedno s "All in the Family") koje su bile na prvim mjestima gledanosti 5 televizijskih sezona zaredom. Prvu sezonu serije gledalo je preko 20 milijuna američkih gledatelja, a posljednju, 8-u, gledalo je 13 milijuna. Iz "Cosby Showa" je proizašala i spin-off serija "A Different World" (Drukčiji svijet), u kojoj se pojavljivala Denise Huxtable (Lisa Bonet).

## Sinapsa
Obitelj Huxtable živi na adresi avenije 10 Stigwood, u mirnoj četvrti Brooklyn Hights, New York. Patrijarh obitelji, Heatcliff "Cliff" Huxtable, je ginekolog i u braku je s odvjetnicom Clair. Cliff i Clair su brižni roditelji petero djece. Najstarija Sondra sanja da postane odvjetnicom, vrckava i otkačena Denise želi uživati u životu sve do odlaska na fakultet, jedini sin Theo traži nevolje, osnovnoškolka Vanessa brine o šminki i odjeći, dok najveću pažnju roditelja ima najmlađa članica obitelji, Rudith koju od milja zovu "Rudy". Tijekom cijele serije, predstavljeni su i novi likovi, kao Denisein muž Martin i njegova kći Olivia, te Sondrin muž, također doktor, Elvin Tibideaux.
U samom pilotu serije, obitelj Huxtable je imala četvero djece. Nakon pilot epizode, predstavljena je i peta, ujedno najstarija kći, Sondra, na zahtjev kreatora serije, Billa Cosbya. Whitney Houston je bila razmatrana za Sondrinu ulogu. Sabrina LeBeauf je umalo izgubila ulogu zbog svojih godina. Naime, Sabrina je samo 10 godina mlađa (1958.) od svoje televizijske majke koju je tumačila Phylicia Rashad (1948.). Bill Cosby je također želio da serija bude edukativnog karaktera, te da se publika pronađe u likovima. Još jedna zanimljivost vezana uz seriju jest ta što pitanje rase nikad nije bilo spomenuto.

## Glumačka postava
| Glumac/glumica        | Lik                               | Sezona u seriji       |
| --------------------- | --------------------------------- | --------------------- |
| Bill Cosby            | Heathcliff "Cliff" Huxtable       | 1-8                   |
| Phylicia Rashad       | Clair Olivia Hanks Huxtable       | 1-8                   |
| Sabrina LeBeauf       | Sondra Huxtable Tibideaux         | 2-8 (gost u 1)        |
| Lisa Bonet            | Denise Huxtable Kendall           | 1-3; 6-7 (gost u 4-5) |
| Malcolm Jamal-Warner  | Theodore Aloysius "Theo" Huxtable | 1-8                   |
| Tempestt Bledsoe      | Vanessa Huxtable                  | 1-8                   |
| Keshia Knight Pulliam | Rudith Lilian "Rudy" Huxtable     | 1-8                   |
| Geoffrey Owens        | Elvin Tibideaux                   | 4-8 (gost u 3.)       |
| Joseph C. Phillips    | Martin Kendall                    | 6-7                   |
| Raven-Symone          | Olivia Kendall                    | 6-8                   |
| Erika Alexander       | Pam Tucker                        | 7-8                   |

## Nagrade i nominacije

### Osvojene nagrade
Nagrade Emmy:
- Najbolja humoristična serija (1985.)
- Najbolji scenarij za humorističnu seriju (1984.)

Nagrade Zlatni Globus:
- Najbolja TV serija/Komedija (1985.)
- Najbolji glumac u TV seriji/Komediji/Mjuziklu - Bill Cosby (1985.)
- Najbolji glumac u TV seriji/Komediji/Mjuziklu - Bill Cosby (1986.)

### Nominacije
Nagrade Emmy:
- Najbolja humoristična serija (1986.)
- Najbolja humoristična serija (1987.)
- Najbolja glavna glumica u humorističnoj seriji - Phylicia Rashad (1985. – 1986.)
- Najbolja sporedna glumica u humorističnoj seriji - Lisa Bonet (1986.)
- Najbolja sporedna glumica u humorističnoj seriji - Keshia Knight Pulliam (1986.)
- Najbolji sporedni glumac u humorističnoj seriji - Malcolm-Jamal Warner (1986.)

Nagrade Zlatni Globus:
- Najbolja TV serija/Komedija/Mjuzikl (1986.)
- Najbolja TV serija/Komedija/Mjuzikl (1987.)
- Najbolji glumac u TV seriji/Komediji/Mjuziklu - Bill Cosby (1987.)